# Callygris
Callygris là một chi bướm đêm thuộc họ Geometridae.

## Các loài
- Callygris apothetica
- Callygris basistrigaria
- Callygris compositata
- Callygris constricta
- Callygris formosana
- Callygris intersectaria
- Callygris junctilineata